# مكتب الاتصال المشترك بين الكوريتين
مكتب الاتصال المشترك بين الكوريتين (هانغل: 남북공동연락사무소) هو منشأة للتواصل بين الكوريتين موجودة في أراضي كوريا الشمالية في منطقة كايسونج الصناعية، وكان المكتب يعمل في مقام سفارة بين الكوريتين في ظل غياب علاقات دبلوماسية طبيعية بين الكوريتين وهو قناة اتصال بين حكومتي البلدين. يترأس المكتب مسؤولان أحدهما من الشمال والآخر من الجنوب. في 2018، أقيم هذا المكتب في إطار إعلان بانمونجوم الذي وقعه الزعيم الكوري الشمالي كيم جونغ أون والرئيس الكوري الجنوبي مون جي إن.
في يونيو 2020، هددت سلطات كوريا الشمالية بإغلاق مكتب الاتصال إذا لم يمنع الجنوب ناشطين يعتزمون إطلاق بالونات تحمل رسائل معادية للنظام الحاكم في الشمال. في 16 يونيو، في الساعة 2:50 بالتوقيت المحلي، فجرت كوريا الشمالية مبنى مكتب الاتصال المشترك ورصدت كاميرات المراقبة من الجانب الجنوبي التفجير. نقلت وكالة يونهاب الكورية عن إذاعة تشوسون الشمالية أن التفجير «جاء استجابة لمشاعر الجمهور الغاضبة بأن علينا أن نجعل القمامات وأولئك الذين تجاهلوا مشاعرنا الغاضبة يدفعون الثمن مقابل ذنبهم».

## تدمير المبنى
في 16 يونيو 2020 الساعة 2:50 مساءً، هدمت كوريا الشمالية المبنى المكون من أربعة طوابق. أصدرت وكالة الأنباء الكورية الشمالية ووكالة الأنباء المركزية الكورية، بيانا قالت فيه إن "مكتب الاتصال بين الكوريتين دُمر بشكل مأساوي وبانفجار مروع" وأن هذا التفجير يعكس "مدى غضب الشعب الكوري على جاره الجنوبي.
في 13 يونيو (أي قبل ثلاثة أيام من تدمير المبنى)، توقعت كيم يو جونغ (شقيقة الزعيم الكوري كيم جونغ أون)، أن يتم تفجير المبنى كرد انتقامي لتقصير كوريا الجنوبية في قمع المنشقين الكوريين الشماليين الذين يعيشون في كوريا الجنوبية والذين كانوا يطلقون البالونات عبر الحدود لإرسال منشورات مناهضة للنظام الكوري الشمالي.
تزامن التفجير مع الذكرى العشرين لأول قمة بين الكوريتين بين كيم داي جنغ وكيم جونغ إيل. أظهرت كاميرات المراقبة في كوريا الجنوبية أنه عندما تم تفجير المبنى، انهار مبنى شاهق مجاور بشكل جزئي في كوريا الجنوبية بسبب قوة الانفجار. حيث كان المبنى يضم في السابق مسؤولين كوريين جنوبيين.
رد رئيس كوريا الجنوبية مون جاي إن برفع مستوى تأهب الجيش الكوري الجنوبي وقال إنه سيكون هناك رد صارم إذا استمرت كوريا الشمالية في إثارة التوترات. وقال بيان صادر عن البيت الأزرق (المكتب التنفيذي لكوريا الجنوبية)، إن تدمير المبنى «عمل يتعارض مع توقعات أولئك الذين يرغبون في تطوير العلاقات بين الجنوب والشمال وتسوية السلام في شبه الجزيرة الكورية». وأن «الحكومة توضح أن المسؤولية عن كل ما حدث وسيحدث بعد ذلك تقع بالكامل على عاتق الشمال».

## استشهادات
1. ↑  "كوريا الشمالية تهدد جارتها الجنوبية بتحويلها إلى "بحر من النيران". اليوم السابع. 17 يونيو 2020. مؤرشف من الأصل في 2020-06-23. اطلع عليه بتاريخ 2020-06-23.
2. ↑  "افتتاح مكتب اتصال مشترك بين الكوريتين". آر تي. 14 سبتمبر 2018. مؤرشف من الأصل في 2019-12-14. اطلع عليه بتاريخ 2019-06-20.
3. ↑  "كوريا الشمالية تقرّر قطع خطوط الاتصال بـ"عدوّتها" الجنوبية". سويس إنفو. 8 يونيو 2020. مؤرشف من الأصل في 2020-06-09. اطلع عليه بتاريخ 2020-06-09.
4. ↑  "كوريا الشمالية "تفجر مكتب الاتصال المشترك" مع الجنوب". بي بي سي عربي. 16 يونيو 2020. مؤرشف من الأصل في 16 يونيو 2020. اطلع عليه بتاريخ =16 يونيو 2020. {{استشهاد بخبر}}: تحقق من التاريخ في: |تاريخ الوصول= (مساعدة)صيانة الاستشهاد: علامات ترقيم زائدة (link)
5. ↑  ""سيدفعون الثمن"... بيان عاجل من كوريا الشمالية بشأن تدمير مكتب الاتصال المشترك". سبوتنك. 16 يونيو 2020. مؤرشف من الأصل في 2020-06-16. اطلع عليه بتاريخ 2020-06-16.
6. ↑  Choe، Young June؛ Son، Hyunjin (2020-01). "The changing gender differences in hepatitis a incidence in South Korea". Vaccine. ج. 38 ع. 4: 712–714. DOI:10.1016/j.vaccine.2019.11.048. ISSN:0264-410X. مؤرشف من الأصل في 15 ديسمبر 2020. {{استشهاد بدورية محكمة}}: تحقق من التاريخ في: |تاريخ= (مساعدة)
7. ↑  "US Army, Korea Liaison Office Report, May 15, 1951, Confidential, MACL". U.S. Intelligence on Asia, 1945-1991. مؤرشف من الأصل في 2020-12-15. اطلع عليه بتاريخ 2020-12-15.
8. ↑  Yehia (15 يونيو 2020). Al Jazeera, Freedom of the Press, and Forecasting Humanitarian Emergencies. Routledge. ص. 21–34. ISBN:978-1-003-05450-4. مؤرشف من الأصل في 2020-12-16.
9. ↑  Kim، Gwi Ok (30 سبتمبر 2020). "How did the June 15 South-North Joint Declaration affect people's views on North Korea?". The Journal of the Humanities for Unification. ج. 83: 5–45. DOI:10.21185/jhu.2020.9.83.5. ISSN:2288-9841. مؤرشف من الأصل في 2022-02-24.
10. ↑  Kim، Suk Hi؛ Lim، Eul-Chul (1 سبتمبر 2009). "The Kaesong Inter-Korean Industrial Complex: Perspectives and Prospects". North Korean Review. ج. 5 ع. 2: 81–92. DOI:10.3172/nkr.5.2.81. ISSN:1551-2789. مؤرشف من الأصل في 2020-12-15.